# 오시마 히로시
오시마 히로시(일본어: 大島 浩, 1886년 4월 19일 ~ 1975년 6월 6일)는 주 독일 대사를 지낸 일본 제국 육군의 군인이자 외교관이다. 최종계급은 육군 중장이다.

## 초기 경력
히로시는 기후현 출신으로, 일본 육군 중장과 육군 대신을 지낸 오시마 겐이치(大島健一)의 장남으로 태어나 일본 육군사관학교와 일본 육군대학교를 졸업하였다.
그는 졸업 후인 1923년부터 1924년까지 부다페스트와 오스트리아 빈에서 주재 무관을 지냈으며, 일본에 귀국한 후에는 1930년부터 1931년까지 제10포병 연대의 지휘관을 지내기도 했다.

## 주독일 외교관
1934년 오시마는 대좌로 승진하면서 다시 베를린 주재무관으로 파견되었다. 그는 어릴때부터 독일인에게 독일어를 배워 이를 완벽히 구사할 수 있었다. 그리하여 당시 히틀러의 외교담당 비서였던 리벤트로프와 친한 사이가 되었다.
리벤트로프의 주선에 의해 1935년 가을 오시마는 히틀러를 개인적으로 만났다. 히틀러와의 친분은 독일과 동맹을 주진하던 육군 수뇌부에게 그가 없어서는 안될 존재였다. 이는 승진에 도움이 되어 독일에 주재시 군에서 소장으로 승진하였고, 1938년에는 주독일 대사가 되었다. 1936년 독일-일본-이탈리아가 맺은 방공 협정과 1940년에 맺은 삼국 군사 동맹의 결성에는 그의 역할이 컸다.
그는 외국인이었지만 나치이념의 강한 동조자였기 때문에, 훗날 당시 독일에 주재하던 미국 저널리스트 윌리엄 샤이러는 유명한 저서 "제3제국의 흥망"에서 그를 가리켜 "나치보다 더 나치같은 자"라고 평하기도 하였다. 또한 일본 외교관들은 그를 "주독일 독일대사"라고 부르기도 하였다.
히틀러와의 친교때문에, 오시마는 다른 어떤 외국인보다도 독일의 고급 정보나 정책을 많이 접할 수 있었다. 또한 히틀러는 진주만 공격 후에 8명밖에 받은 바 없는 "독일 독수리 대십자 훈장"(Verdienstorden vom Deutschen Adler) 을 일본 대사였던 오시마에게 수여하기도 하였다.
독소전쟁이 발발한 후, 오시마는 독일의 러시아 전선을 자주 방문하였으며, 정기적으로 히틀러나 나치 고급인사들과 접촉을 가졌다. 오시마는 이렇게 얻은 고급정보를 일본의 외교 암호기기인 퍼플(PURPLE)을 통해 무선으로 도쿄에 타전하였다. 그러나 미국은 1940년 이미 퍼플의 암호를 해독하고 있었으며, 오시마가 본국에 전송하는 고급 정보는 그대로 미국의 손에도 들어갔다. 훗날 미국의 합참의장 조지 마셜은 오시마를 가리켜 "히틀러의 의도에 관한 정보의 기초적 원천"이라고 말했다.
특히 1943년 11월, 오시마는 "대서양 방벽" (독일의 해안 방위선)에 배치되어 있는 독일군에 관한 상세한 정보를 일본에 전송했는데, 이는 그대로 미국에 누설되어, 결국 노르망디 상륙작전의 성공에 크게 기여했다.

## 독일의 항복과 전범재판
독일의 전황이 계속 악화되었음에도 오시마는 독일의 최종적 승리를 전혀 의심하지 않았다. 그러나 전장은 이제 독일 국내로 옮겨왔고, 오시마는 1945년 3월이 되어서야 베를린의 함락이 임박했다는 것을 도쿄에 타전하였다. 베를린이 함락되기 전에 오시마는 다른 일본 외교관들과 함께 오스트리아의 바덴 가스타인으로 피신했다.
독일이 연합국에 항복한 후, 오시마는 연합군에 체포되어 미국으로 옮겨져 펜실베니아의 한 호텔에서 연금 상태에 있었다. 일본이 항복한 8월 15일 이후, 오시마는 일본에 돌아와 자유의 몸이 되었으나, 잠시 후인 12월에 A급 전범혐의로 체포되었다.
그는 극동 국제 군사 재판에서 침략전쟁을 꾸민 혐의로 1948년 12월 12일 종신형을 선고받았다. 그는 1955년 감형을 받아 석방되었다. 이후 가나가와현의 지가사키시에 은거하였고, 자유민주당으로부터 몇차례 의원 출마 권유를 받았으나, "본인은 국가를 잘못 이끈 죄가 있다"며 거절하였다.
오시마는 이후에도 공직에 나서지 않고 은거생활을 하다가 1975년 사망했다.